# Provincia di Palena
La provincia di Palena è una provincia del Cile posta a sud-est nella regione di Los Lagos. Si estende su una superficie di 15.301,9 km² e al censimento del 2002 possedeva una pololazione di 18.971 abitanti. La capitale era Chaitén, ma a causa dell'eruzione del vulcano omonimo le istituzioni provinciali sono state trasferite da maggio 2008 a Palena e, a partire da marzo 2009, definitivamente a Futaleufú.

## Comuni
La provincia di Palena è suddivisa in 4 comuni:
- Chaitén
- Futaleufú
- Hualaihué
- Palena